# Tuskulaner
Die Tuskulaner waren eine römische Familie, die im 10. und 11. Jahrhundert die Macht in der Stadt Rom innehatte und deren Machtbasis neben dem Pontifikat die (namengebende) Stadt und Grafschaft Tusculum war.

## Geschichte

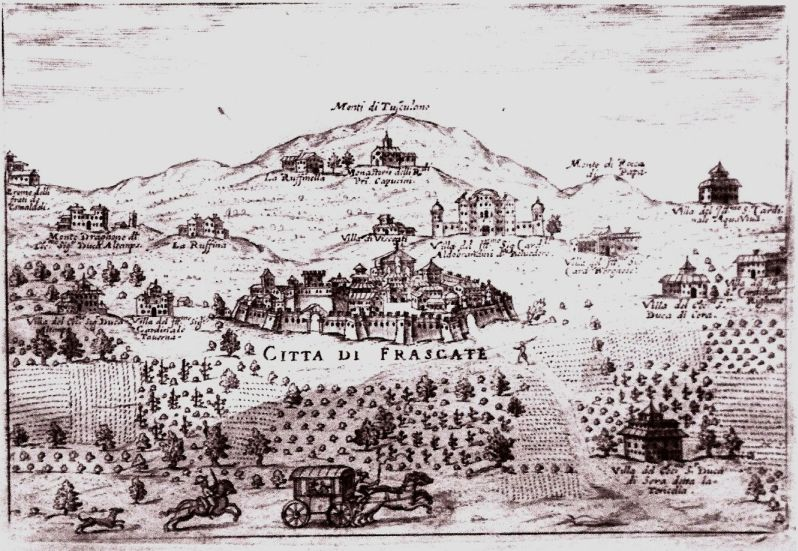
Tusculum auf dem Hügel über Frascati (um 1600)

Der Stammvater Alberich I. († um 920/25) von – aufgrund des Namens Alberich zu vermutender – fränkischer (oder langobardischer) Herkunft, wurde 917 Herzog von Spoleto, kämpfte gegen die Ungarn und Sarazenen und heiratete die Tochter des römischen Adelsführers Theophylakt I. von Tusculum. Seine Nachfahren, die Grafen von Tusculum, setzten das adlige Papsttum durch, wonach nur Angehörige des stadtrömischen Adels zu Päpsten gewählt werden durften. Neben dem Heiligen Stuhl und dem Konklave beherrschten sie während des saeculum obscurum den Senat der Stadt und stellten deren Konsuln.
Mit dem Aufstieg der Tuskulaner ist der Begriff der Pornokratie verknüpft, der sich insbesondere auf Theodora I. von Tusculum und ihre Töchter Marozia I. und Theodora II. von Tusculum sowie auf Marozia II., die Tochter Theodoras II. bezieht. Weitere heute noch bekannte Personen aus diesem Umfeld sind Theophylakt I. von Tusculum, Alberich I. und Alberich II., die Ehemänner und Söhne der genannten Frauen.
Die stärksten Gegner der (kaisertreuen) Tuskulaner in Rom waren die (stadtrömisch gesinnten) Crescentier, obwohl die Familien vielfach miteinander verschwägert waren. Im Wechsel mit den Crescentiern stellten die Tuskulaner bis zur Jahrtausendwende vier Päpste und, nachdem sie die Crescentier unter Benedikt VIII. ab 1012 bezwungen hatten, konnten sie als faktisch alleinige Machthaber in der Stadt noch weitere vier Päpste aus ihrer Familie sowie eine Reihe von Klientelpäpsten installieren. Mit der Wahl von Leo IX. 1049 kam die Macht der Tuskulaner an ihr Ende. Die ab 1075 durch Gregor VII. eingeleiteten Gregorianischen Reformen waren nicht zuletzt eine Reaktion auf den Nepotismus der tuskulanischen Päpste.
Es wird vermutet, dass das bis heute bestehende römische Adelsgeschlecht der Colonna von den Tuskulanern abstammt. Petrus de Columna (Pietro de Colonna), † nach 1120, gilt als Sohn des Johannes, Graf von Tusculum, und Enkel des Grafen Gregor II. (um 1000 – 1054). Ab dem 12. Jahrhundert konkurrierten die Colonna mit den Orsini um Macht und Einfluss auf den Heiligen Stuhl und den Kirchenstaat. Mit Martin V. stellten sie von 1417 bis 1431 ebenfalls einen Papst. Eine weitere Nachfahrenlinie der Tuskulaner war die römische Adelsfamilie Conti, die ab 1198 vier Päpste stellte.

## Päpste
Während ihrer Herrschaft über Rom stellten die Tuskulaner acht Päpste:
- Johannes XI. (931–935) (Sohn Marozias I.)
- Johannes XII. (955–964) (Sohn Alberichs II.)
- Johannes XIII. (965–972) (Sohn Theodoras II.)
- Benedikt VII. (974–983) (Enkel Alberichs II.)
- Benedikt VIII. (1012–1024) (Sohn Gregors I. von Tusculum)
- Johannes XIX. (1024–1032) (Sohn Gregors I. von Tusculum)
- Benedikt IX. (1032–1044 und 1048) (Sohn Alberichs III.)
- Benedikt X. (Gegenpapst 1058–1059) (Sohn Guidos von Tusculum)

## Stammliste der Grafen von Tusculum und ihrer Päpste
- Nomenclator Theophylaktus (erwähnt um 826)
  - Gregorius Nomenclator (erwähnt um 875–885)
    - Theophylakt I., * vor 864, † 915/924, Graf von Tusculum, senator Romanorum, gloriosissimus dux, als magister militum (Militärbefehlshaber) Anführer des stadtrömischen Adels, ⚭ Theodora I. von Tusculum (die Ältere), † nach 915, Senatrix von Rom, Vestaratrix
      - Theodora II. von Tusculum, (* 897; † um 950), Senatrix von Rom, ⚭ Johannes Crescentius, Graf von Tusculum aus dem Geschlecht der Crescentier, päpstlicher Kämmerer (Vestrararius)
        - (Abstammung umstritten) Johannes XIII., Papst 965 bis 972
        - Crescentius de Theodora * um 915/20, † 984 als Mönch, Patricius von Rom, Graf von Terracina; ⚭ Sergia
          - Crescentius I. Nomentanus, enthauptet 29. April 998, Patricius von Rom, Graf von Terracina; ⚭ Stephania, † 29. April 998
          - Johannes I. Crescentius, † 988, Graf von Terracina, 985 Patricius von Rom

      - Marozia, Tochter Theophylakts I., * um 890, † nach 932, beherrschte zur Zeit der sogenannten Pornokratie[1] als selbst ernannte Senatorin (Senatrix) den Kirchenstaat von etwa 914 bis 932, ⚭ I. 910 Alberich I. von Spoleto, ermordet um 920/25, Herzog von Spoleto 897–920, ⚭ II. 925 Guido von Tuszien, † 929/930, Graf und Herzog von Lucca; ⚭ III. 932 Hugo von der Provence, als Hugo I. König von Italien (Bosoniden), Guidos Halbbruder, † 947
        - Alexander von Tusculum, außerehelicher Sohn, von seiner Mutter 931 zum Papst Johannes XI. erhoben, † 935
        - Bertha, ⚭ Ancharius, Markgraf von Spoleto, * 915, † 940
        - Alberich II. von Spoleto (* vor 915; † 954), Patricius von Rom 932–954, Markgraf von Spoleto, Graf von Fermo; als „princeps ac senator omnium Romanorum“ Herrscher über Rom und das Papsttum; ⚭ 936 Alda von Provence, Tochter des Königs Hugo I. von Italien, * 925, † 954
          - Octavian von Spoleto (* um 937 als ; † 964), als Johannes XII. Papst von 955 bis zu seiner Absetzung 963. Er krönte 962 Otto den Großen zum Kaiser
          - Adeodato (Deodat, auch David)
            - Benedikt VII. († 983 in Rom), Papst von 974 bis 983

          - Theophylakt I. (Teofilatto)
            - Benedikt II. Graf der Sabina, † 998; ⚭ Theodoranda, Tochter des Crescentius vom Marmorpferd
            - Gregor I., * um 935, † vor 2. Juni 1013, Graf von Tusculum, Consul und Dux; ⚭ Maria, † vor 2. Juni 1013
              - Theophylakt II., * um 980, † 9. April 1024, Graf von Tusculum bis 1012, als Benedikt VIII. Papst von 1012–1024
              - Romanus, † 6. November 1032, Graf von Tusculum, als Johannes XIX. Papst 1024–1032
              - Alberich III., * um 975, † 1032/1044, Graf von Tusculum, Consul und Dux; ⚭ Ermilina
                - Gregor II., * um 1000, † 1054, Graf von Tusculum
                  - Johannes, Graf von Tusculum, früh gestorben
                  - Theodora ⚭ Pandulf, Herzog von Salerno
                  - Petrus de Columna (Pietro de Colonna), † nach 1120, Stammvater der Colonna
                  - Gregor III., Graf von Tusculum, † 1108
                    - Tolomeo (Ptolemäus) I. (1099–1130), Graf von Tusculum (Consul comes Tusculanus)
                      - Tolomeo II. (Ptolemäus), † 1153, Graf von Tusculum, ⚭ 1117 Bertha, eine uneheliche Tochter des Kaisers Heinrich V. (Salier)
                        - Gionata, Graf von Tusculum
                        - Rainald

                    - Gregor IV. (1109–1128) (Iudex Tusculanensis)
                    - Pietro (1099–1151)
                    - Egidio (1108–1137)

                - Theophylakt III., * um 1000 oder um 1021, † Ende 1055, Bruder Gregors II., Graf von Tusculum, als Benedikt IX. Papst von 1032–1044 (als Nachfolger seines Onkels Johannes XIX.) und 1048
                - Petrus I. * um 1000, Bruder Gregors II., Graf von Tusculum
                  - Johannes, Bischof von Lavico

                - Oktavian, Graf von Tusculum, Bruder Gregors II.
                - Guido, Graf von Tusculum, jüngster Bruder Gregors II.
                  - Johannes, † nach 1073, Graf von Tusculum, Bischof von Velletri, als Benedikt X. (Gegen-)Papst 1058–1059

## Stammtafel

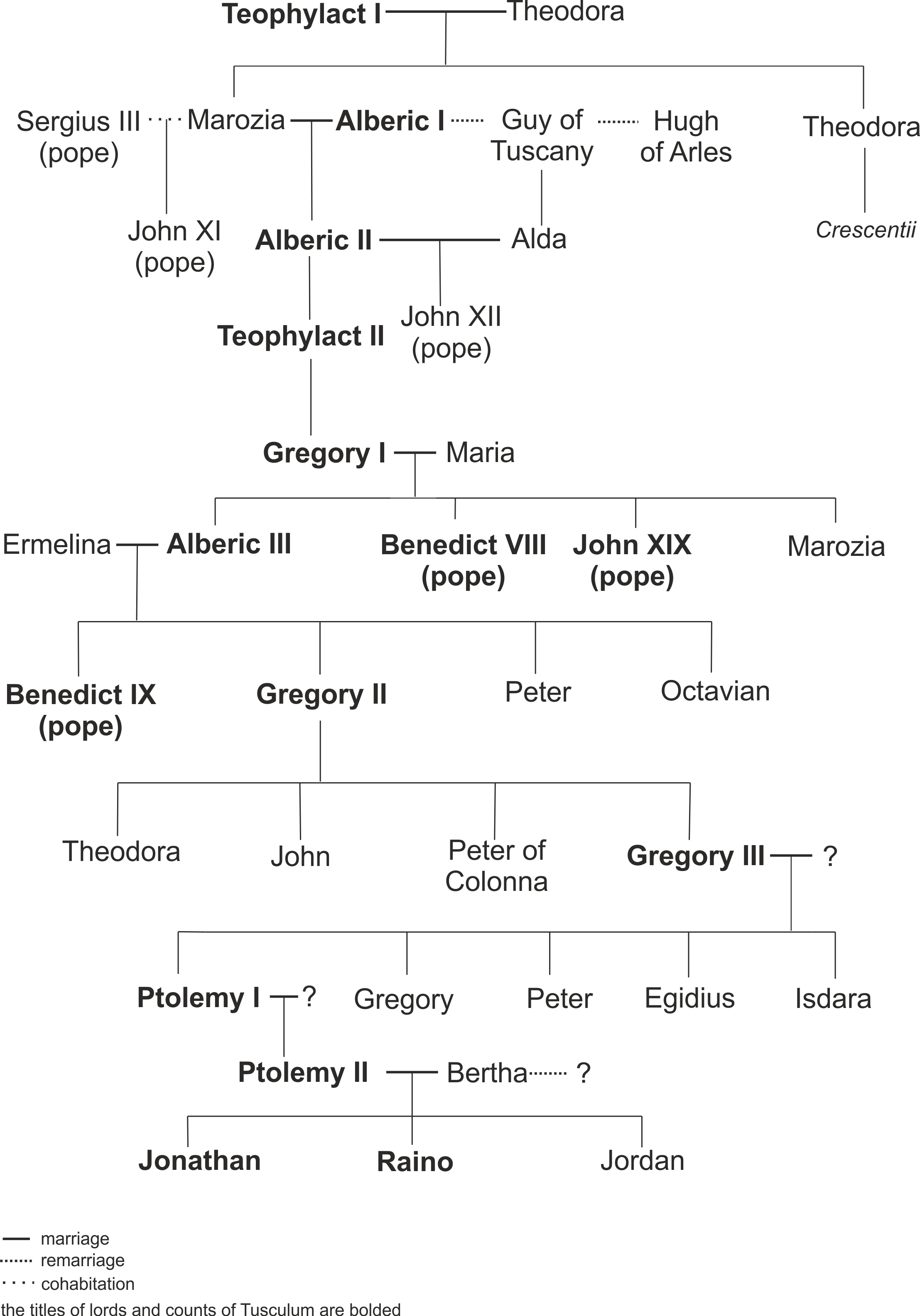
Stammtafel